# 浜美枝のいつかあなたと
『浜美枝のいつかあなたと』（はま みえの いつかあなたと）は文化放送で放送されているトーク番組。2021年10月現在は日曜日9:30 - 10:00放送。

## 概要
2001年4月開始。開始当初から2020年3月までは日曜日の10:30 - 11:00に放送されていたが、『Society5.0 香格里拉』の放送開始に伴い、2020年4月から1時間前倒して現在の9:30からの生放送に繰り上がった。MCの浜は1998年4月 - 2001年3月に放送された生放送のワイド番組『浜美枝のあなたに逢いたい』（当初は6:30 - 9:00、後に7:00開始に変更）を担当していたため、その後継（続編）と位置づけられている。
同番組は、全国農業協同組合中央会（JA全農）をはじめとするJAグループの協賛によるもので、スタジオに各界の著名人を迎えて、食育を中心にインタビュー（原則2週間1くくりだが、1週完結の場合もある）を行う「浜さんのリビングルーム」と、全国各地の農業従事者に、農業や食育の取り組みなどを現地取材や電話インタビューで話を聞く「浜美枝の良い食とともに」の2つのコーナーがある。

## 出演者
- パーソナリティ：浜美枝
- アシスタント：寺島尚正（当初は文化放送アナウンサー、2018年10月よりフリーアナウンサー）